# Szczepan Bońkowski
Szczepan Bońkowski (ur. 1879, zm. 8 kwietnia 1956) – polski pedagog i działacz oświatowy.

## Życiorys

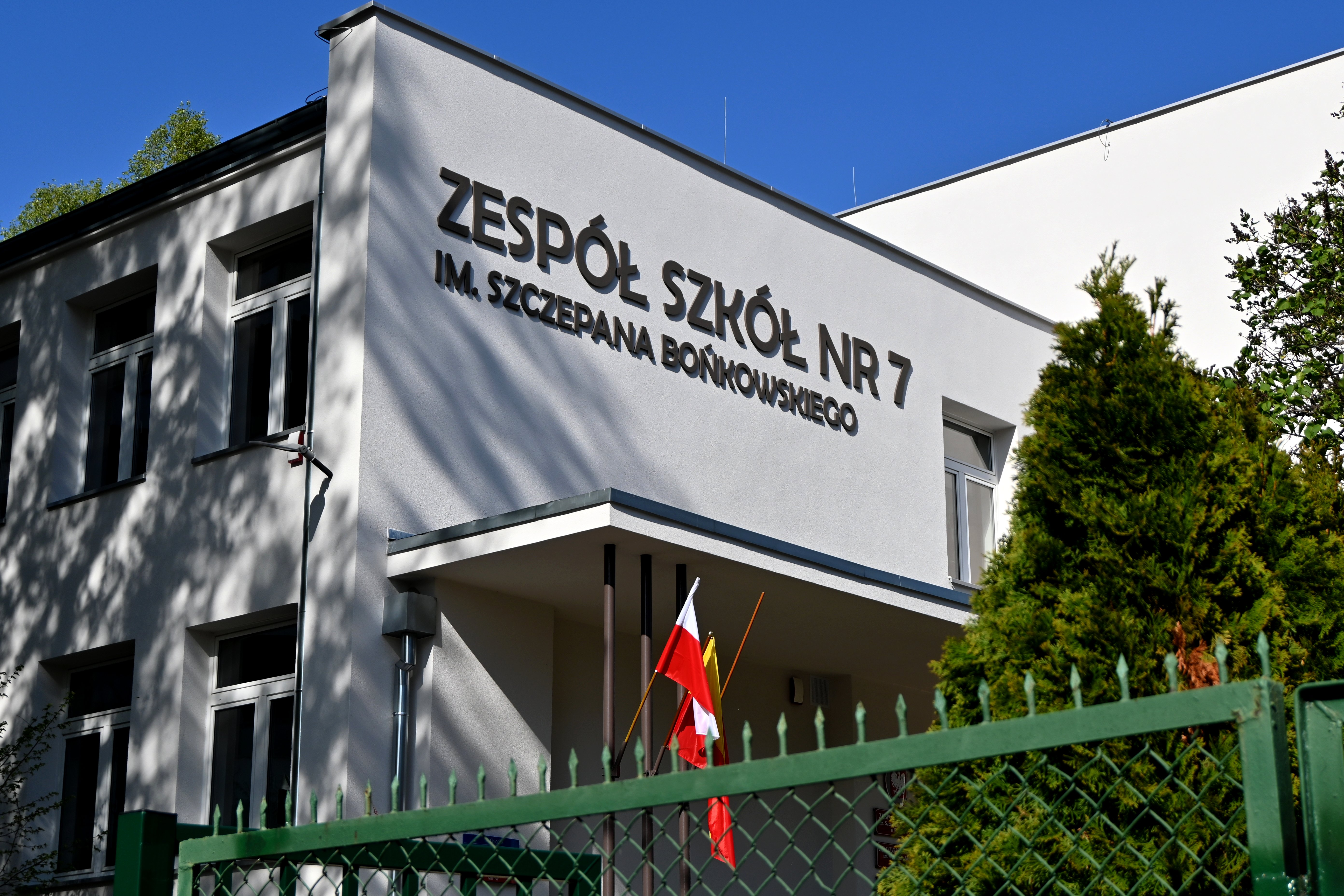
Zespół Szkół nr 7 im. Szczepana Bońkowskiego w Warszawie przy ul. Chłodnej

W 1899 roku ukończył seminarium nauczycielskie w Skępem.
Był jednym z pierwszych pedagogów w środowisku warszawskim, który zajmował się zagadnieniem kooperatyw szkolnych. W 1919 roku opublikował broszurę pt. Kooperatywa uczniowska.
W latach 1919–1946 piastował funkcję dyrektora Państwowego Gimnazjum Kupieckiego i Liceum Administracyjnego im. Jana i Marii Roeslerów w Warszawie, które cieszyło się wówczas renomą jednej z najlepszych średnich szkół zawodowych w Warszawie. Szkoła działała przy ul. Chłodnej 33.
W trakcie okupacji niemieckiej podczas II wojny światowej, gmach szkoły znalazł się w granicach utworzonego przez niemieckie władze okupacyjne – getta warszawskiego. Szczepan Bońkowski ustalił wówczas z Januszem Korczakiem zamianę budynków na czas działań wojennych z Domem Sierot z ul. Krochmalnej 92, gdzie szkoła działała jako zwykła szkoła zawodowa do zamknięcia jej przez władze okupacyjne w 1942 roku.
W 1945 roku Szczepan Bońkowski reaktywował szkołę pod nazwą Liceum Administracji Państwowej I stopnia w Warszawie przy ul. Nowogrodzkiej 58.

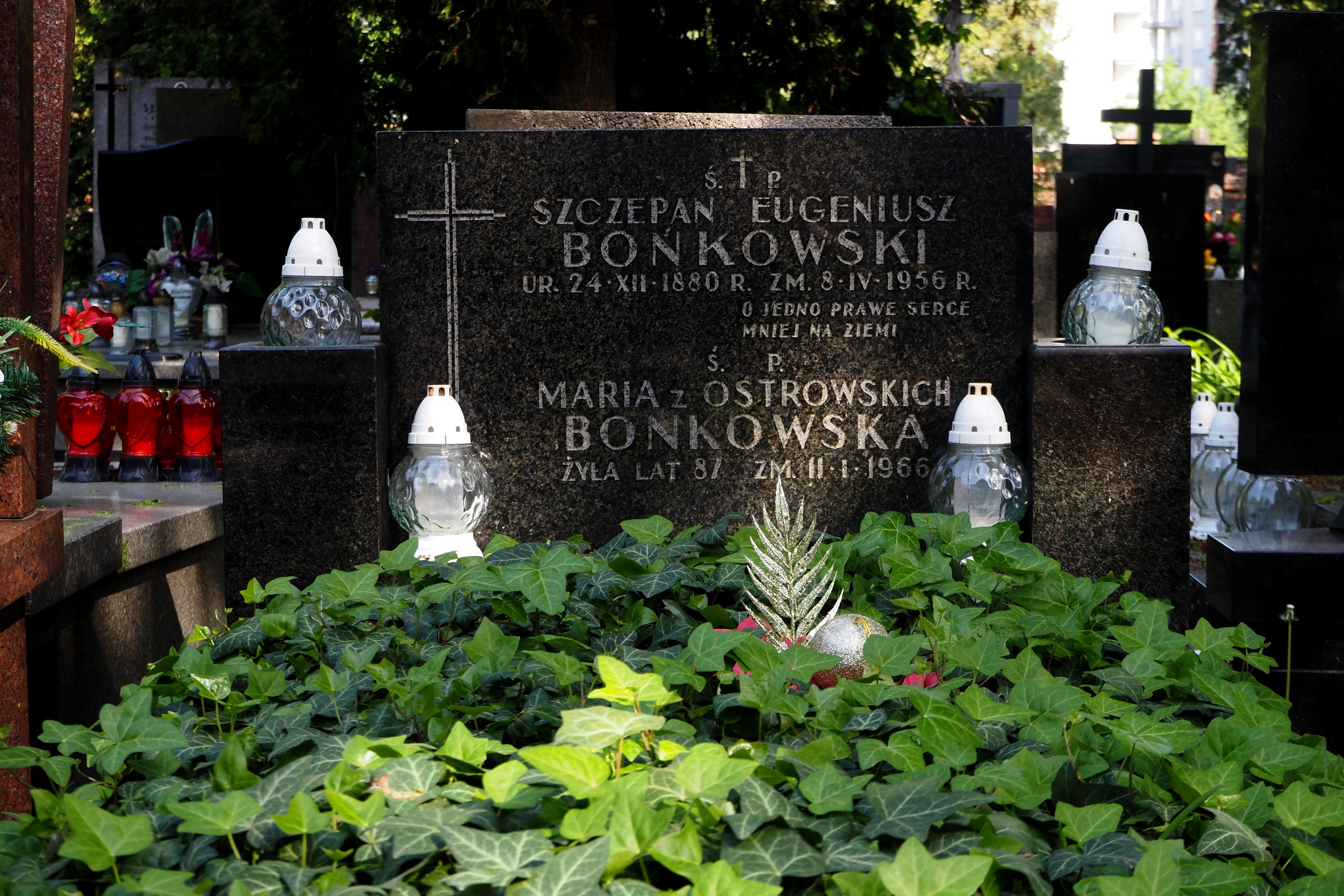
Grób Szczepana Bońkowskiego na Cmentarzu Bródnowskim

W 1947 roku został po raz II odznaczony Złotym Krzyżem Zasługi za zasługi położone w dziele organizacji szkolnictwa zawodowego. W 1956 roku Szczepan Bońkowski został odznaczony za zasługi w pracy zawodowej w dziedzinie szkolnictwa zawodowego – Krzyżem Oficerskim Orderu Odrodzenia Polski.
Zmarł w 1956 roku. Pochowany został na cmentarzu bródnowskim w Warszawie (sektor: 5B / rząd:2 / numer grobu: 13).

## Upamiętnienie

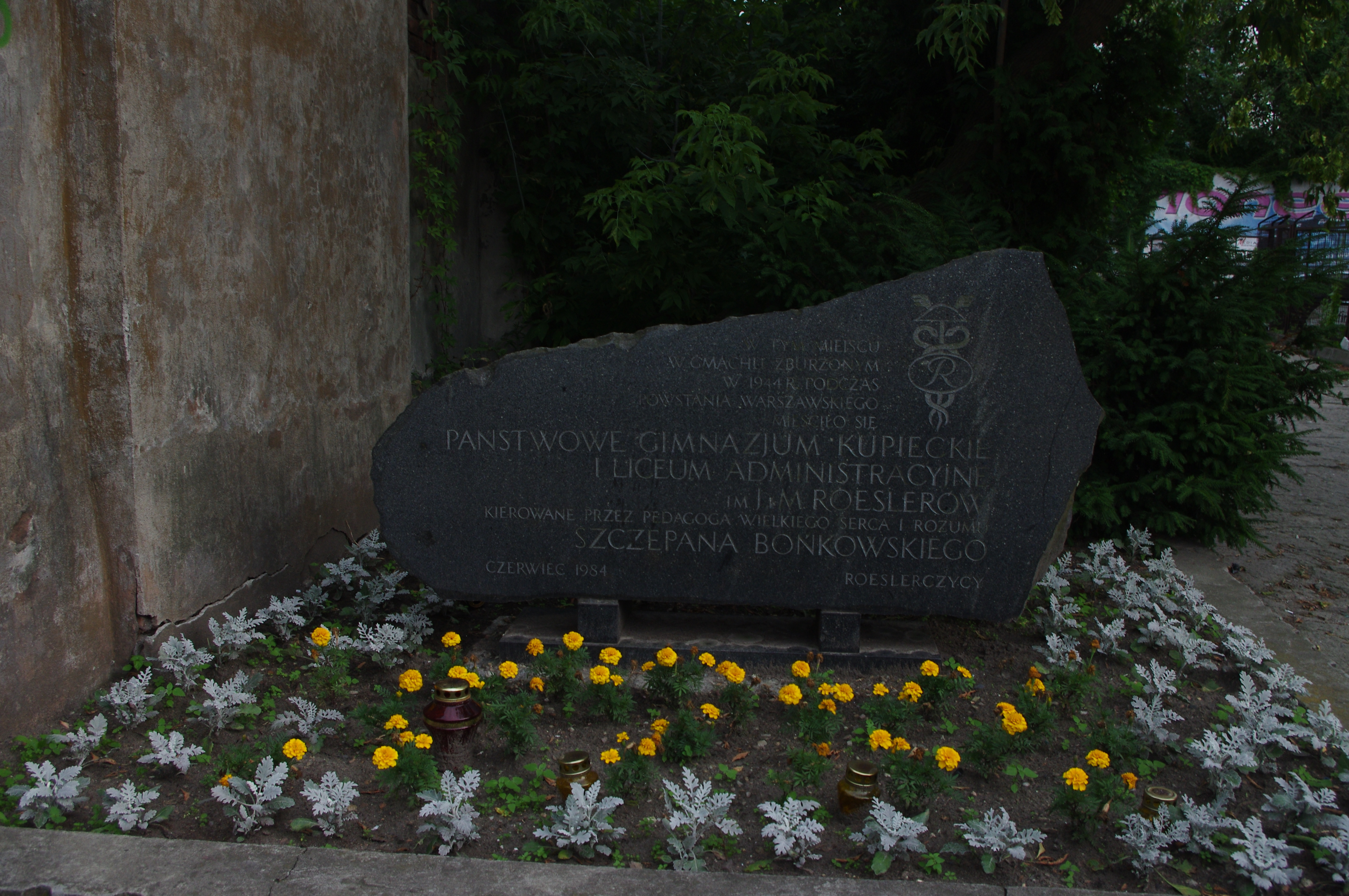
Kamień upamiętniający Państwowe Gimnazjum Kupieckie i Liceum Administracyjne im. J. i M. Roeslerów i jego dyrektora – Szczepana Bońkowskiego przy ul. Chłodnej w Warszawie.

Przy ul. Chłodnej znajduje się tablica pamiątowa upamietniająca istnienie Państwowego Gimnazjum Kupieckiego i Liceum Administracyjnego im. J. i M. Roeslerów oraz jego dyrektora – Szczepana Bońkowskiego.
Od 1989 roku Szczepan Bońkowski jest patronem Zespół Szkół nr 7 im. Szczepana Bońkowskiego w Warszawie przy ul. Chłodnej 36/46.